# Klaus Thiele-Dohrmann

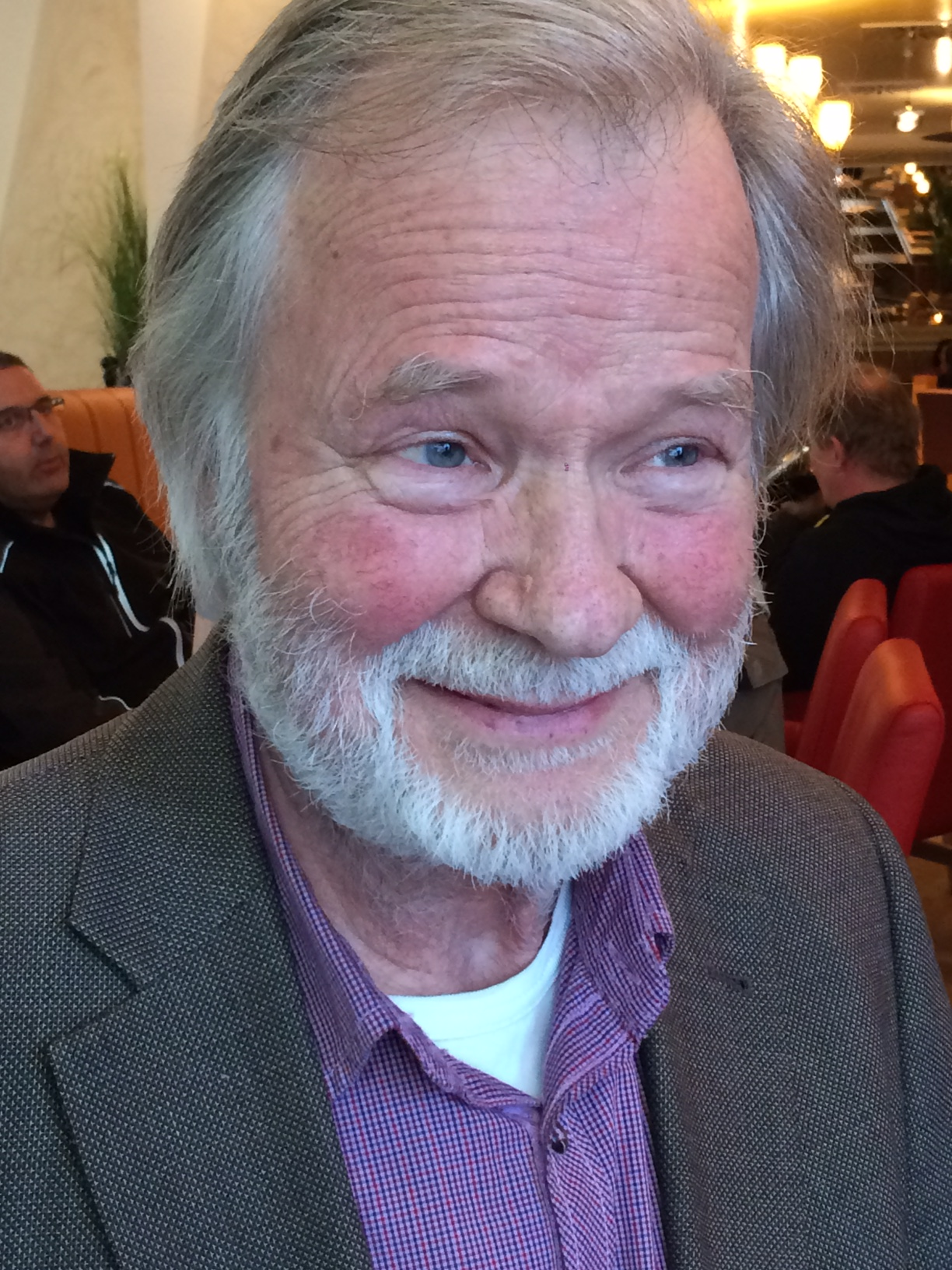
Klaus Thiele-Dohrmann, 2016

Klaus Thiele-Dohrmann (* 10. Januar 1936 in Hamburg; † 2022) war ein deutscher Autor, Essayist und Wissenschaftsjournalist.

## Leben und Werk
Nach dem Verlust seiner Eltern im Zweiten Weltkrieg wuchs er bei verschiedenen Pflegeeltern auf. Im Frühjahr 1955 machte er das Abitur am Gymnasium Wilhelmsburg. Um die ersten Semester eines geplanten Studiums finanzieren zu können, arbeitete er anderthalb Jahre lang im Hamburger Hafen. Von 1957 bis 1964 studierte er Psychologie, Anglistik und Japanologie in Hamburg. Während seines Studiums unterrichtete er Deutsch in japanischen Familien.
Von 1964 bis 1967 studierte er Psychotherapie am C.G.Jung Institut Zürich und absolvierte die vorgeschriebene Lehr- und Kontrollanalyse. Gleichzeitig arbeitete Thiele-Dohrmann als Lektor und Übersetzer für Schweizer Verlage. Zwischen 1968 und 1970 war Thiele-Dohrmann freier Mitarbeiter der Kulturredaktion des Spiegel, seit 1968 ist er Autor der Zeit. Es folgten Beiträge für die Frankfurter Allgemeine Zeitung, die Weltwoche in Zürich und das Magazin der Süddeutschen Zeitung. Mehrjährige Mitarbeit auch bei der Welt der Literatur, dem Deutschen Allgemeinen Sonntagsblatt, dem Tagesanzeiger Zürich und dem Zürcher Sonntagsjournal.

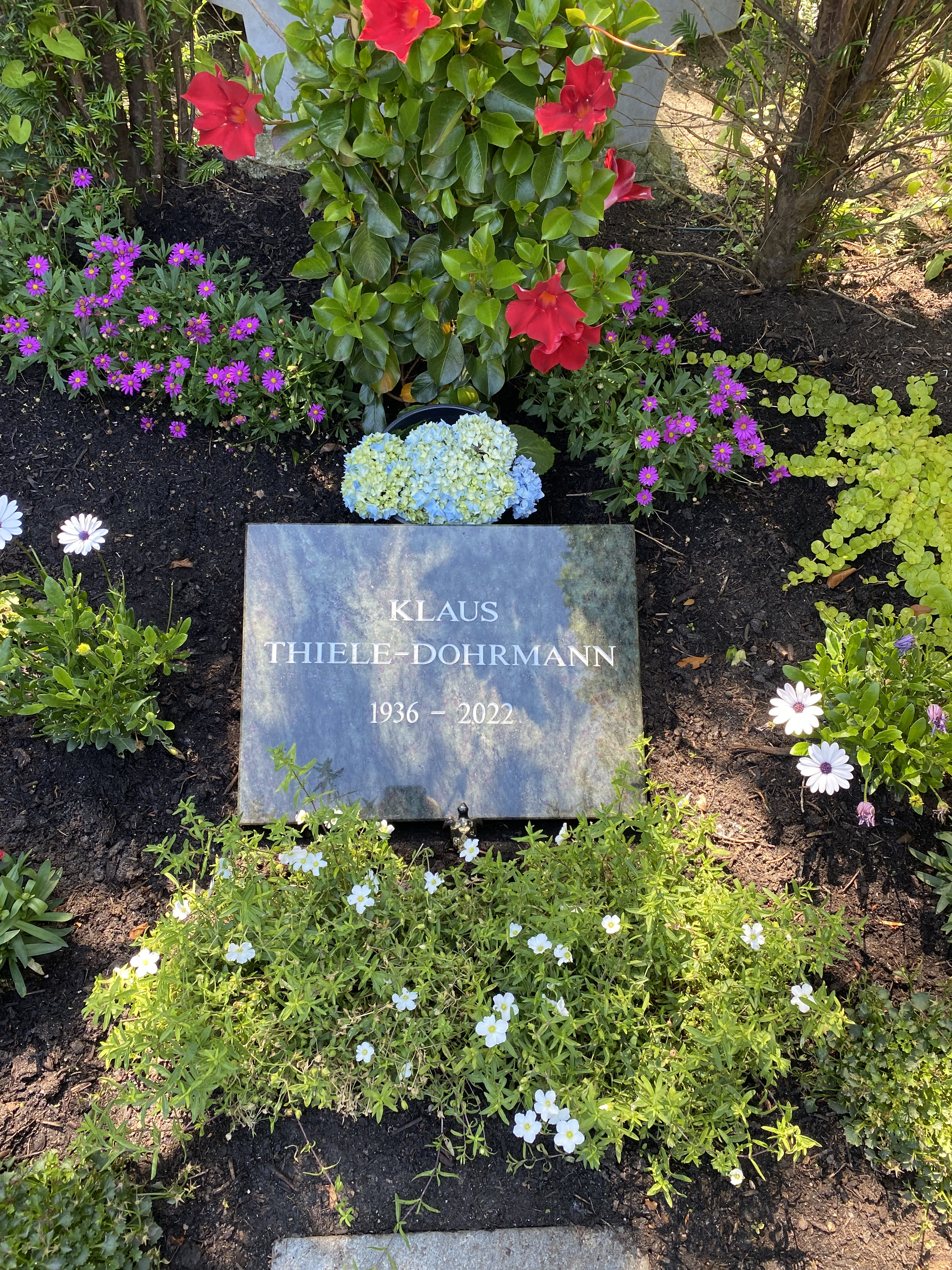
Grabstätte

Zwischen 1971 und 2003 war Thiele-Dohrmann ständiger freier Mitarbeiter beim NDR, beim Westdeutschen, beim Bayerischen Rundfunk, bei Radio Bremen sowie dem Deutschlandradio Kultur. Seit 1975 hat Klaus Thiele-Dohrmann zahlreiche Werke veröffentlicht, etliche davon wurden in mehrere Sprachen übersetzt, unter anderem ins Chinesische, Japanische und Koreanische. Großen Anklang fand er vor allem mit seinen Monographien zum Thema Gewissen, zur Historie des Enthüllungsjournalismus am Beispiel von Pietro Aretino sowie über Ruhm und Unsterblichkeit, als Menschheitstraum von der Antike bis heute.
Die Kulturkritik von Klaus Thiele-Dohrmann, der neben seiner publizistischen Tätigkeit viele Vorträge an Universitäten und deutsch-italienischen Instituten hält, baut auf dezidiert humanistischer Grundeinstellung auf, weswegen ihn der Sozialphilosoph Horst-Eberhard Richter einen „Anwalt der inneren Stimme“ genannt hat.
Thiele-Dohrmann war verheiratet und hatte drei Söhne. Beigesetzt wurde er auf dem Friedhof Bernadottestraße im Hamburger Stadtteil Ottensen.

## Publikationen
- Unter dem Siegel der Verschwiegenheit – Zur Psychologie des Klatsches. Claassen Verlag, Hamburg (1975). ISBN 3-546-49096-7
- "Schwatzende Zungen, lüsterne Ohren". Heyne Verlag München (1988). ISBN 3-453-00632-1
- Schmerz – Was Leiden lehren kann. Heyne Verlag München (1989). ISBN 3-453-02998-4
- Intuition – Göttlicher Funke oder unbewusster Datenspeicher? Ernst Kabel Verlag Hamburg 1990. ISBN 3-8225-0144-1
- Abschied vom Gewissen? Ernst Kabel Verlag Hamburg 1991. ISBN 3-8225-0177-8
- Der Charme des Indiskreten – Eine kleine Geschichte des Klatsches. Artemis & Winkler, Zürich/Düsseldorf 1995. ISBN 3-7608-1956-7; Rowohlt Reinbek 1997, ISBN 3-499-60141-9
- Pikant wie ein Engel – Hetären, Kurtisanen, Mätressen. Ernst Kabel Verlag Hamburg 1995. ISBN 3-8225-0250-2; Droemer/Knaur 1997. ISBN 3-426-77103-9
- Europäische Kaffeehauskultur. Artemis & Winkler, Zürich/Düsseldorf 1997. ISBN 3-538-07044-X; Piper Verlag, München 1999. ISBN 3-492-22582-9
- Aretino – Kurtisanenfreund und Fürstenplage. Pietro Aretino und die Kunst der Enthüllung. Artemis & Winkler, Zürich/Düsseldorf 1998. ISBN 3-538-07077-6; Piper Verlag, München 2000. ISBN 3-492-23006-7.
- Ruhm und Unsterblichkeit. Ein Menschheitstraum von der Antike bis heute. Hermann Böhlaus Nachf., Weimar 2000. ISBN 3-7400-1106-8
- Venedig und die Dichter – eine Liebesgeschichte. Artemis & Winkler, Düsseldorf/Zürich 2004. ISBN 3-538-07185-3
- Venedig. Literarische Streifzüge. Patmos Verlag 2009. ISBN 978-3-538-07284-8

## Herausgeberschaften
- Laurence Sterne, "Das Leben und die Meinungen des Tristram Shandy". Lizenzausgabe für Wissenschaftliche Buchgesellschaft Darmstadt 1991. Item No 000082
- Valentinstag. Ein Liebesgruß zum 14.Februar. Insel Verlag, Frankfurt/M. und Leipzig 1992. ISBN 3-458-33081-X<1200>
- Laurence Sterne, "Eine empfindsame Reise durch Frankreich und Italien". Artemis & Winkler, Zürich/Düsseldorf 1995. ISBN 3-538-05363-4
- Die gekrönte Venusfrucht. Geschichten um den Granatapfel. Diana Verlag, München 1997. ISBN 3-453-16397-4
- Valentin ist jeden Tag. Gedichte und Geschichten. Patmos Verlag, Düsseldorf 2005. ISBN 3-491-45054-3

## Anthologien
- Die eilige Madonna. Erzählung. In: Boa Vista 7, Edition Boa Vista, Hamburg 1980.
- Liegende Figur. Erzählung. In: Deutsches Allgemeines Sonntagsblatt. 1983.
- Dichter im Käfig. Erzählung. In: Deutsches Allgemeines Sonntagsblatt. 1983.
- Der frivole Charme der diskreten Indiskretion. Essay. In: Freibeuter 70, 1996.
- Stichwort: Aretino. In: Brockhaus Enzyklopädie. Gütersloh 2000.
- Der Charme des Indiskreten. In: Christoph Gutknecht: Lauter spitze Zungen. Geflügelte Worte und ihre Geschichte. Beck, München 2001, ISBN 3-406-45965-X, S. 107.
- Ruhm und Unsterblichkeit. Zur Geschichte eines Menschheitstraumes. In: Konrad Paul Liessmann (Hrsg.): Ruhm, Tod und Unsterblichkeit. Philosophicum Lech, Band 7. Zsolnay, Wien 2004, ISBN 3-552-05299-2.
- Pietro Aretino. In: J. Rattner, G. Danzer: Die Geburt des modernen europäischen Menschen in der italienischen Renaissance. Königshausen & Neumann, 2004, ISBN 3-8260-2934-8, S. 173–176.
- Mitarbeit an: Japanische Literatur im Spiegel deutscher Rezensionen. Bibliografie. Iudicium, München 2006, ISBN 978-3-89129-401-7.
- Romain Rolland. In: Welt- und Kulturgeschichte. Epochen, Fakten, Hintergründe in 20 Bänden. Band 13. Bucerius, 2006, ISBN 3-411-17603-2, S. 526–534.
- Menschheitsträume am Lago Maggiore. In: Johannes Grotzky, Christoph Lindenmeyer (Hrsg.): Reisen. Edition Radiobuch. belleville, 2007, ISBN 978-3-936298-61-1.
- Intuition. In: Webster’s Timeline History 387 BC-2007. ICON Group International, 2009, ISBN 0-546-87833-4, S. 57f.
- Pietro Aretino. In: Katrin Burtschell: Nobuyuki Araki und Henry Miller. Eine japanisch-amerikanische Analogie. Münster 2009, ISBN 978-3-8258-1822-7, S. 63.
- Ewige Seligkeit oder endlose Nicht-Existenz? In: Isabella Jordan, Annette Hilt, Andreas Frewer (Hrsg.): Endlichkeit, Medizin und Unsterblichkeit. Geschichte, Theorie, Ethik. (Ars Moriendi Nova). Steiner, Stuttgart 2010, ISBN 978-3-515-09714-7.
- Venedig – Im Salon Europas. In: Peter Marggraf: San Marco Handpresse. November 2011, S. 27–31.
- John Ruskin – Die Steine von Venedig. In: Peter Marggraf: San Marco Handpresse. November 2012, S. 23–25.

## TV-Beiträge
- Geschichte der Psychiatrie. 3-teilige Serie NDR 1978–80.
- Auf der Suche nach dem Ich – Psychoanalyse. NDR u. a. 1980
- Menschen im Hotel. Nostalgie mit Fax-Anschluss. NDR 1994.

## Hörspiele
- Ausreden im NDR 1979.
- Ciao Mo in Radio Basel und bei Rai Uno 1979.

## Übersetzungen
- C.G. Jung et al.: Der Mensch und seine Symbole. Walter Verlag, Olten 1968.
- A.A. Roback: Weltgeschichte der Psychologie und Psychiatrie. Walter Verlag, Olten 1970.
- Andrew Greeley: Eine Zukunft, auf die man hoffen kann. Walter Verlag, Olten 1971.
- Andrew Greeley: Einladung zur Freundschaft. Walter Verlag, Olten 1972.
- Vernon W. Grant: Der verunsicherte Mensch. Walter Verlag, Olten 1977.
- Kiyoshi Seike et al.: Japanische Gärten und Gartenteile. Ulmer Verlag, Stuttgart 1983.

## Auszeichnungen
- 1978/79 Villa-Romana-Stipendium der Hamburger Kulturbehörde für Florenz

## Mitgliedschaften
- Verband deutscher Schriftsteller
- Laurence Sterne Society, Shandy Hall, Coxwold, England;
- William Beckford Society, Bath, England